# Santa Terezinha do Progresso
Santa Terezinha do Progresso là một đô thị thuộc bang Santa Catarina, Brasil. Đô thị này có diện tích 118,997 km², dân số năm 2007 là 3044 người, mật độ 24,6 người/km².